# 中信银行

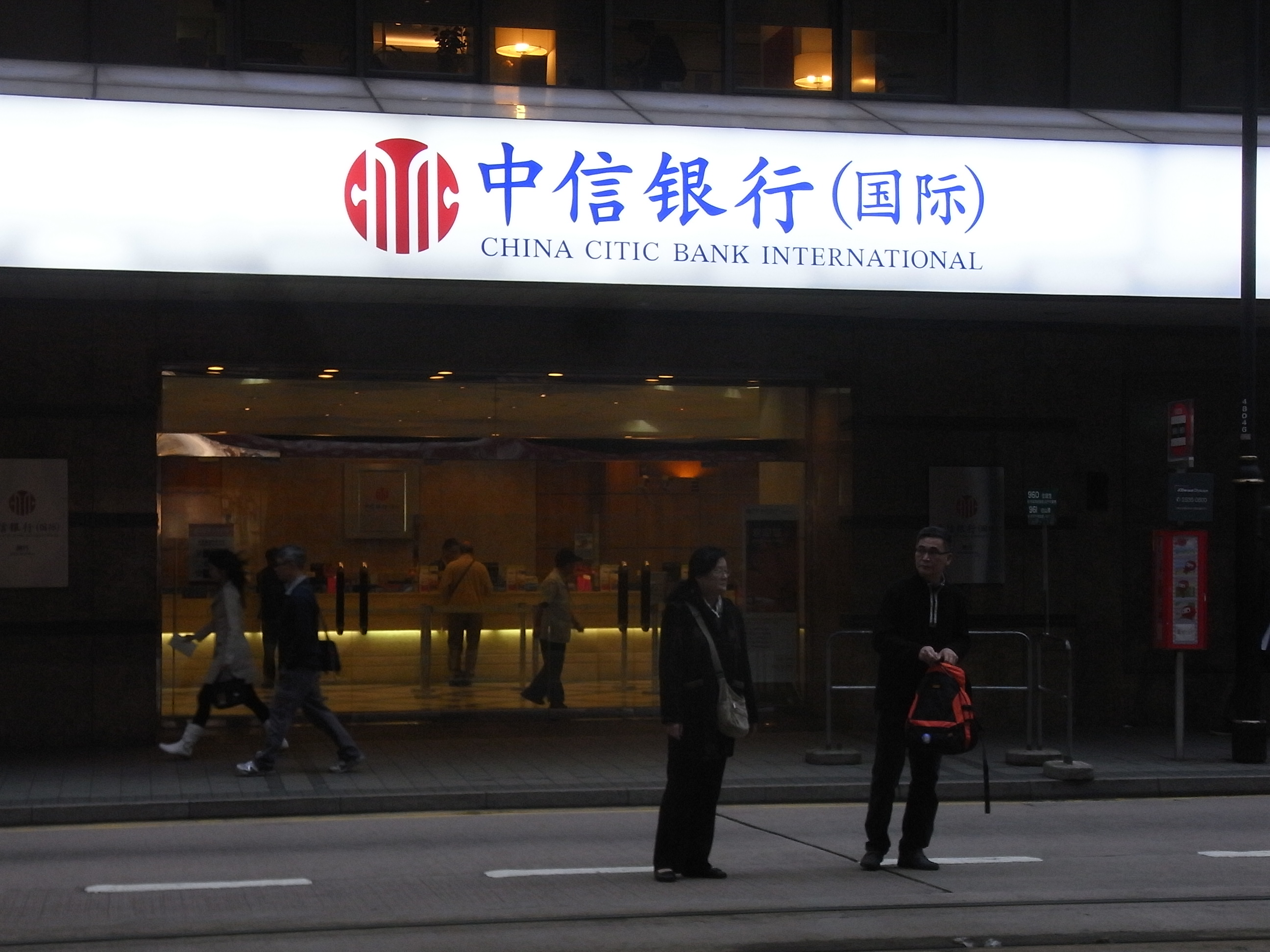
香港中信銀行

中信银行（China CITIC Bank，港交所：0998、上交所：601998），簡稱中信，為中國大陸第七大銀行。中信银行原称中信实业银行，創立於1987年，2005年底改为现名。中信银行是中国的全国性股份制商业银行之一，总部位于北京，主要股东是中國中信集團公司。中信银行的网点分布主要集中在北京、上海、广州、深圳等大中城市。2006年11月，西班牙對外銀行（Banco Bilbao Vizcaya Argentaria,S.A，BBVA）斥資5.01億歐元（約50.2億港元）購入中信銀行5%的股權，還可選擇增持中信銀行的持股比例至10.07%。
2007年4月27日，中信银行在上海證券交易所上市，每股最後定價5.80人民幣。中信銀行H股自2007年4月27日上市後，股價表現較为低迷，2007年一直在招股價以下徘徊。
全行共有50000名員工及616間分行。中信银行在中国大陆126个大中城市设有近1400家营业网点，主要分布在东部沿海地区和中西部经济发达城市，拥有员工5万余名。中信银行下设四家附属公司，在中国内地设有浙江临安中信村镇银行股份有限公司、中信金融租赁有限公司；在香港设有中信银行（国际）有限公司、信银（香港）投资有限公司（原振华国际财务有限公司），其中中信银行（国际）有限公司在香港、澳门、纽约、洛杉矶和新加坡设有40多家营业网点，拥有员工1700余名。
它是香港中資金融股的八行五保之一。

## 历史

### 历史變遷
中信银行创立于1987年，是中国改革开放中最早成立的新兴商业银行之一。
- 1984年底，随着经济发展的需要，中国国际信托投资公司（简称中信公司）董事长荣毅仁先生向中央专函要求在中信公司系统下成立一个银行，全面经营外汇银行业务。经国务院和中国人民银行同意，先成立银行部，扩大经营外汇银行业务，为成立银行作好准备工作。
- 1985年4月，中信公司在原来财务部的基础上成立了银行部，进一步扩展了对外融资、外汇交易、发放贷款、国际结算、融资租赁和吸收存款等全面银行业务。在银行部建立的两年时间里，得到中国人民银行与国家外汇管理局的大力支持和帮助，业务进展较快，通过办理人民币及外汇存款、贷款、进出口开证、国际租赁、优价证券及外汇买卖、外币兑换等业务，积累了一定经验，已初步具备了成立银行的条件。
- 1986年5月底，中信公司向中国人民银行申请“将中信公司银行部改组成中信银行”。
- 1987年初，经国务院和中国人民银行批准，中信實業银行正式成立。总行设在北京。
- 1987年4月，中国人民银行批准中信实业银行为中信公司所属的国营综合性银行，是中信公司的子公司，独立法人。注册资本8亿元人民币。实行自主经营、独立核算、自负盈亏。在国内外可设立分支机构，经营已批准的银行业务。由前国家副主席荣毅仁先生出任中信银行名誉董事长。
- 2000年10月28日，中信实业银行接管湖南财经学院开设的长沙湘财城市信用社，在此基础上设立长沙分行。
- 2009年12月3日西班牙對外銀行（BBVA）行使期權，增持中信銀行19.24億股H股，行使期權完成後，BBVA將持有信行股權由10%增至15%，每股作價約6.45元，行使認購期權涉資約124億元，持有H股總數達58.55億股。中信集團的持股量將由67.26%攤薄至百分之62.33%，或約243.3億股，當中絕大部分為A股。
- 2013年10月17日中信銀行（998）第二大股東西班牙對外銀行（BBVA），以9.44億歐元，向中信銀行控股股東中信集團，出售其所持的23.86億股中信銀行H股，約佔中信銀行已發行股份總數的5.1%。減持後BBVA對中信銀行持股量，由15%降至9.9%；BBVA與中信銀行雙方亦同意，修改06年已簽署的《戰略合作協議》，解除BBVA在中國相關排他性義務。
- 2015年1月25日中信銀行（998）第二大股東西班牙對外銀行（BBVA），以131億港元（約合106億元人民幣）的價格，將4.9%（22.93億H股）的中信銀行股份出售給中國房地產開發商新湖中寶，本次交易後，該銀行依然持有中信銀行4.7%的股份。
- 2015年1月25日據交所權益披露資料顯示，國家開發投資公司旗下海峽匯富產業投資基金管理上周五在場外買入逾22.92億股中信銀行（0998）H股，涉資近131.4億元。每股買入價為5.73元，較中信銀行當日H股收盤價5.91元折讓3%。BBVA減持的股數與海峽匯富產業買入的股數相同。

### 總行遷入新址
2019年12月31日，位於中國尊的中信銀行總行新址正式交付。在裝修工程完成後，中信銀行將於2020年4月開始逐步遷入新址。所有驗收工作於同年7月10日完成。

## 成绩
- 1987年12月4日，与美国普惠证券投资有限公司合作开展民航租赁业务，这是国内租赁界第一次与国外合作从事飞机租赁业务。
- 1989年4月，中信银行在国内首家同时开通路透社和美联社信息系统开展国际金融交易业务。
- 1991年10月30日，中信银行代表中信公司在日本东京第一次发行浮动利率日圆债券。
- 1992年3月，中信银行在国内首家开展速汇即付业务。同年5月，中信银行在国内设立第一台外汇自动取款机。
- 同月29日，中信银行代理中信公司在美国纽约发行了2.5亿美圆的扬基债券。这是自1911年以来，中国企业首次进入美国市场发行的公募债券。
- 1994年3月9日，中信银行与美国运通公司合作开展速汇即付业务，是在国内首家开展此项业务的银行。

截止1994年，中信银行是中国唯一开展承销国外债券的金融机构，当时已参加承销国外债券23笔，承销量达3.86亿美元。

## 争议

### 行長被逮捕
2020年3月20日，中央纪委国家监委对中信银行原党委副书记、行长孙德顺进行了立案审查，并决定给予开除党籍处分，收缴违纪违法所得，将涉嫌犯罪问题移送检察机关依法审查起诉，所涉财物一并随案移送。孙德顺被指控违反党的政治纪律、组织纪律、廉洁纪律、工作纪律、生活纪律，利用贷款审批权力受贿。此外还要求貸款對象公司提供免費豪宅等無形利益，为本人及亲友經商提供方便等。
2022年2月22日，济南市中级人民法院一审公开开庭审理了孙德顺受贿一案。济南市人民检察院起诉指控：2003年至2019年，被告人孙德顺利用担任中国工商银行北京市分行副行长，交通银行北京市分行行长，中信银行副行长、行长等职务上的便利，在贷款审批、获得授信额度等事项上为相关单位提供帮助，非法收受财物共计折合人民币9.795亿余元。孙德顺当庭表示认罪悔罪。

### 2020年泄露个人账户交易信息事件
2020年5月6日，脱口秀演员池子在微博上反映中信银行虹口支行，在未经池子本人同意，也没有经过司法机关程序，擅自泄露池子的银行账户流水给笑果文化公司。上海银保监局表示6日起正式介入调查。5月7日凌晨，中信银行在微博上向池子道歉，并表示已对相关人员进行处分，对支行行长予以撤职。随后有媒体报导，中信银行因保护客户信息安全等方面问题，曾多次受到行政处罚。
2020年5月9日，中国银保监会消费者权益保护局发布通告，表示中信银行严重侵害消费者信息安全权，损害了消费者合法权益。将对中信银行立案调查。
2021年3月19日，银保监会消保局披露，中信银行因涉及客户信息保护体制机制不健全、客户信息收集环节管理不规范等违法违规行为，被处罚款450万元人民币。该行随后回应称，中信银行高度重视、深刻剖析违法违规问题，立查立改，在全面风险管理体系下进一步加强个人客户信息保护体制机制建设，制定完善并实施专项制度；进一步完善检查机制，加强考核、处罚和问责；加强关键环节流程管控，通过技术手段强化相关人员的行为管理；加强对外包公司客户信息管理的强制约束与监督等。截至2021年3月，相关问题已整改完毕。

## 股东
- 中信金融控股有限公司：64.18%
- 香港中央结算（代理人）有限公司：24.75%